# The First Twenty Years
The First Twenty Years è la seconda raccolta del gruppo musicale statunitense Spock's Beard, pubblicata il 20 novembre 2015 dalla Radiant Records.

## Descrizione
Contiene una selezione di 14 brani originariamente incisi dagli Spock's Beard tra il 1995 e il 2015, anni di pubblicazione rispettivamente di The Light e di The Oblivion Particle. Riguardo alla selezione dei brani, il bassista Dave Meros ha spiegato come quest'ultima sia stata una vera e propria sfida per il gruppo a causa dell'incisione di dodici album in studio con tre formazioni differenti, nonché per il fatto che la maggior parte dei brani incisi presentano una durata compresa tra gli otto e i venti minuti.

Nel secondo disco è inoltre presente come brano conclusivo l'inedito Falling for Forever, registrato da tutti i componenti passati e presenti del gruppo, tra cui anche l'ex-frontman Neal Morse, autore del brano:
(Dave Meros)

## Tracce
Testi e musiche di Neal Morse, eccetto dove indicato.
CD 1
1. The Light – 15:33
2. Thoughts – 7:10
3. The Doorway – 11:36
4. June – 5:30
5. Day for Night – 7:34
6. At the End of the Day – 16:28
7. Solitary Soul – 7:34 (Neal Morse, Alan Morse)
8. Wind at My Back – 5:12

CD 2
1. The Bottom Line – 7:33 (Nick D'Virgilio, Stan Ausmus)
2. She Is Everything – 6:46 (Dave Meros, John Boegehold)
3. On a Perfect Day – 7:46 (testo: John Boegehold – musica: Alan Morse, Nick D'Virgilio, John Boegehold, Stan Ausmus)
4. Jaws of Heaven – 16:22 (testo: John Boegehold – musica: Dave Meros, John Boegehold)
5. Waiting for Me – 12:36 (Alan Morse, Neal Morse)
6. Tides of Time – 7:46 (Stan Ausmus)
7. Falling for Forever – 19:45

DVD
1. Spock's Beard in the 90s - A Retrospective – 100:07

## Formazione
Gruppo
- Neal Morse – voce principale e chitarra acustica (CD 1), mellotron, organo Hammond, tastiera e arrangiamento (CD 1: traccia 1), chitarra elettrica (CD 1: tracce 1-4), pianoforte e sintetizzatore (CD 1: tracce 2-8), bouzouki (CD 1: tracce 2 e 3), chitarra aggiuntiva (CD 2: traccia 5)[3]
- Alan Morse – chitarra elettrica principale (CD 1, CD 2: tracce 1 e 2), violoncello (CD 1: tracce 1-4, 6-8), mellotron (CD 1: tracce 1, 4 e 5), voce (CD 1, CD 2: tracce 2, 4, 5 e 6), arrangiamento (CD 1: traccia 1), campionatore (CD 1: traccia 6), chitarra acustica (CD 2: tracce 1 e 2), chitarra elettrica a 12 corde, theremin e sega musicale (CD 2: traccia 2), chitarra (CD 2: tracce 3-6), cori (CD 2: traccia 3), pedal steel guitar, mandolino e autoharp (CD 2: traccia 5), sitar elettrico e banjolele (CD 1: traccia 6)
- Dave Meros – basso, corno francese (CD 1: tracce 1, 6-8), arrangiamento (CD 1: traccia 1), voce (CD 1: tracce 4-8; CD 2: tracce 4-6), contrabbasso (CD 1: traccia 6), basso synth (CD 2: tracce 3 e 6), sitar (CD 2: traccia 3), cori (CD 2: traccia 3), arrangiamento strumenti ad arco e corni (CD 2: traccia 3), tastiera aggiuntiva (CD 2: traccia 4)
- Nick D'Virgilio – batteria (CD 1; CD 2: tracce 1-4), percussioni (CD 1; CD 2: tracce 1, 2, 3), voce (CD 1: tracce 1-6; CD 2: traccia 4), arrangiamento (CD 1: traccia 1), voce principale (CD 1: tracce 7 e 8, CD 2: tracce 1, 2, 3), chitarra acustica ed elettrica e loop (CD 2: tracce 1 e 2), cori (CD 2: tracce 2 e 3), chitarra (CD 2: traccia 3), timpani (CD 2: tracce 3 e 4), chitarra aggiuntiva e xilofono (CD 2: traccia 4)
- Ryo Okumoto – organo Hammond e mellotron (CD 1: tracce 2-8, CD 2: tracce 5 e 6), Jupiter-8 e minimoog (CD 1: tracce 7 e 8), vocoder (CD 1: tracce 7 e 8, CD 2: traccia 5), tastiera (CD 2: tracce 1-4), cori (CD 2: traccia 3), pianoforte e sintetizzatore (CD 2: tracce 5 e 6), clavinet (CD 2: traccia 5)
- Jimmy Keegan – cori (CD 2: traccia 4),[3] batteria, percussioni e voce (CD 2: tracce 5 e 6), timpani (CD 2: traccia 5)
- Ted Leonard – voce e chitarra (CD 1: tracce 5 e 6)

Altri musicisti
- Chris Charmichael – violino, viola e violoncello (CD 1: tracce 7 e 8)
- Jim Hoke – sassofono, clarinetto e autoharp (CD 1: tracce 7 e 8)
- Neil Rosengarden – flicorno soprano e tromba (CD 1: tracce 7 e 8)
- John Boegehold – arrangiamento strumenti ad arco e corni (CD 2: tracce 2, 3, 4), effetti sonori e voce (CD 2: traccia 2), tastiera aggiuntiva (CD 2: traccia 4)
- Molly Pasutti – voce (CD 2: traccia 2)
- Eric Gorfain, Daphne Chen – violini (CD 2: traccia 4)
- Lauren Chipman – viola (CD 2: traccia 4)
- Richard Dodd – violoncello (CD 2: traccia 4)
- Denis Jiron – trombone e trombone basso (CD 2: traccia 4)
- Danielle Ondarza – corno francese (CD 2: traccia 4)
- Craig Eastman – violino, viola e ghironda (CD 2: traccia 5)

Produzione
- Neal Morse – produzione (CD 1)
- Spock's Beard – produzione (CD 1, CD 2: tracce 1-4)
- Tom McCauley – ingegneria (CD 1: traccia 1)
- Brian Kehew – registrazione mellotron e organo Hammond (CD 1: tracce 1 e 4)
- Kirk Hunter – editing digitale (CD 1: traccia 1)
- Kevin Gilbert – missaggio (CD 1: traccia 2)
- Frank Rosato – registrazione (CD 1: tracce 2 e 3), missaggio (CD 1: traccia 3)
- John Woodhouse – registrazione chitarre (traccia 4)
- Rich Mouser – mastering, ingegneria (CD 1: tracce 4 e 5, CD 2: traccia 5), missaggio (CD 1: tracce 4-8, CD 2: tracce 1-6), registrazione (CD 1: tracce 7 e 8, CD 2: tracce 1-6), produzione (CD 1: tracce 5 e 6)
- Nick D'Virgilio – ingegneria (CD 1: traccia 4), assistenza alla registrazione (CD 1: traccia 6), registrazione (CD 1: tracce 7 e 8)
- Mike Johnson – registrazione (CD 1: traccia 6)
- Jenkin Tudor – assistenza tecnica (CD 2: traccia 2)
- James Hale – ingegneria (CD 2: traccia 3)
- Alan Morse, John Boegehold – produzione (CD 2: tracce 5 e 6)